# 福島舞
福島 舞（ふくしま まい、1985年6月18日 - ）は、日本のタレント、女優、予備自衛官。北海道出身。過去にはサンミュージックプロダクションに所属していた。

## 来歴
元自衛官で、2005年から2年間陸上自衛隊札幌駐屯地に所属していた。同じく元自衛官の経歴を持つ福島和可菜は実姉である。
除隊後、姉とともにタレントとして活動。姉とは「Buddy2」というユニットを組んで活動していた。
2012年4月2日、同年3月31日に放送された『オールスター感謝祭』（TBS）への出演を最後に芸能界を離れることを自身のブログで公表した。
2019年、姉とともに東京マラソンに出場し、自己のベスト記録を更新した。

## 出演

### テレビ番組
- Generation H ネイチャリング北海道（2011年5月 - 、NHK札幌放送局） - ネイチャーガールズリーダー
- 資格☆はばたく（2011年6月、NHK教育テレビ） - リポーター

### ラジオ番組
- Buddy2 with Buddy!（FM FUJI）
- GOGOMONZ（FM NACK5） - ドリームキャラバンリポーター